# Steenwijk'34
Zwem- &Poloclub Steenwijk '34  is een zwemvereniging uit Steenwijk (Overijssel). Haar thuiswedstrijden worden gespeeld in zwembad de Waterwyck te Steenwijk. De zwemafdeling komt uit in de A competitie, de twee waterpoloteams in de vierde klasse district van regio Oost. De clubkleuren zijn blauw en geel.